# Искрецки манастир
Искрецкият манастир „Успение Богородично“ е действащ мъжки православен манастир, основан през XII – XIII век. Обителта е под юрисдикцията на Софийската епархия на Българската православна църква. 

## Местоположение
Манастирът е разположен в село Искрец, в рамките на градината на Специализираната белодробна болница „Цар Фердинанд I“. 

## История
Манастирът е основан през XIII век, по време на Второто българско царство.. Комплексът е бил част Софийската Мала Света гора Предполага се, че преди създаването на манастира на същото място е имало църква, построена през XII век, за което свидетелства открит в манастира ктиторски надпис от 1602 година. Според надписа, второто изографисванията на манастира е направено именно през този период – в края на XV – началото на XVI век.
През 1845 година манастирът е изографисан отново, като новите стенописи покриват голяма част от старите. В наоса са представени три изображения на Христос – Христос Вседържител (Пантократор), Христос Емануил и Христос Ангел. На източната стена на абсидата е изобразена Света Богородица с архангел Михаил и архангел Гавриил.
В наоса са запазени три слоя стенописи: от XIII – XIV, XVI и XIX век.
До манастирския храм е разположен единствен по рода си на Балканите 7-ъгълен баптистерий – кръщелня, изградена през 1856 година. Вътре цялата постройка е изписана със стенописи, като преобладават сцените със Света Богородица. В центъра на баптистерия е запазен каменният купел.
През XIX век манастирският комплекс се състои от двуетажни сгради с чардаци и килийно училище. Днес от този период е запазена входната врата на манастира.
През XX век комисия, назначена от цар Фердинанд, търси мястото в България с най-чистия въздух и най-добрия климат за лечение на белодробни заболявания. След като тя посещава Искрец, единодушно е прието планираният санаториум да бъде построен там. Българската православна църква дарява на бъдещата болница манастирския двор и останалите манастирски земи – над 400 декара имот от обработвани ниви, ливади, градини и гори. По този начин по идея на царя и на църквата се създава общ комплекс за лекуване на тялото и душата.
След комунистическия преврат от септември 1944 година манастирът е затворен от властта, като службите в него са забранени, а манастирските сгради са изоставени.
След падането на комунизма, първата служба в манастира е проведена на Рождество Богородично – 8 септември, 1991 година. 
През 2019 година започва възстановяване на манастира и обновяване на храма и прилежащите му сгради със средства от фондовете на Европейския съюз. След възобновяването на духовния живот в обителта, първото тържествено отбелязване на храмовия празник - Успение Богородично, е извършено на 15-ти август 2019 година. През есента на 2020 година е завършен първият етап от обновяването на манастира, като в навечерието на храмовия празник Успение Богородично са поставени нови икони на царския ред на иконостаса.
Пълното възстановяване на комплекса, включително обновяване на храма и възстановяване на двуетажната монашеска сграда, е завършено и осветено през 2021 година.
Днес манастирът е постоянно действащ. Игумен на обителта е архамандрит Януарий, който е архиерейски наместник на Годечката духовна околия.
От есента на 2022 година в манастира се намира копие на чудотворната икона на Света Богородица от Бачковския манастир, поставена на специален проскинитарий. През пролетта на 2023 година е изграден специален дървен проскинитарий за поставяне на икона на Христос Пантократор-Вседържител.